# Майна товстодзьоба
Майна товстодзьоба (Scissirostrum dubium) — вид горобцеподібних птахів родини шпакових (Sturnidae). Ендемік Індонезії. Це єдиний представник монотипового роду Товстодзьоба майна (Scissirostrum).

## Поширення і екологія
Товстодзьобі майни є ендеміками острова Сулавесі. Вони живуть в рівнинних тропічних лісах, в рідколіссях і на болотах.

## Поведінка
Товстодзьобі майни гніздяться великими колоніями, які можуть нараховувати до ста пар птахів. Гніздяться в дуплах. Живляться плодами, комахами і зерном.